# 李邑飞
李邑飞（1964年1月31日—）。云南墨江人，汉族。1985年7月参加工作，1984年10月加入中国共产党。昆明医学院卫生系卫生学专业毕业，清华大学公共管理学院公共管理专业管理硕士学位，在职研究生学历。中華人民共和國政治人物。曾任中共云南省委常委、贵州省委常委及新疆维吾尔自治区党委常委、副书记，新疆生产建设兵团党委书记、政委及中国新建集团公司董事长等职务。現任中共寧夏回族自治區黨委書記、自治区人大常委会主任。

## 简历
历任昆明医学院卫生系干部，云南省劳动厅干部、职业安全卫生监察处副处长，云南省经济贸易委员会职业安全处副处长，工业一处副处长、处长，云南省有色地质局副局长，中共迪庆州委副书记、组织部部长，中共迪庆州委副书记，中共迪庆州委副书记（正厅级）等职。2009年12月，任中共昆明市委副书记（正厅级）、市委党校校长。2012年12月，任云南省人民政府副秘书长、办公厅主任（正厅级）。2015年2月，任云南省人民政府秘书长。
2016年1月，任中共云南省委秘书长。2016年5月，任中共云南省委常委、秘书长。
2017年3月，任中共贵州省委常委。2017年4月至2020年5月，任贵州省委组织部部长。
2020年5月，调任中共新疆维吾尔自治区党委常委、组织部部长。2021年7月，升任新疆维吾尔自治区党委副书记、教工委书记。10月，任新疆生产建设兵团党委书记、政委、中国新建集团公司董事长。
2024年6月28日，调任中共宁夏回族自治区党委书记。7月23日，被免去新疆生产建设兵团政委、中国新建集团公司董事长职务。
2025年1月22日，当选宁夏回族自治区人大常委会主任。